# Pawel Alexandrowitsch Walentenko
Pawel Alexandrowitsch Walentenko (russisch Павел Александрович Валентенко; * 20. Oktober 1987 in Nischnekamsk, Russische SFSR) ist ein russischer Eishockeyspieler, der seit August 2018 bei Juschny Ural Orsk spielt.

## Karriere
Pawel Walentenko begann seine Karriere als Eishockeyspieler in seiner Heimatstadt in der Nachwuchsabteilung von Neftechimik Nischnekamsk, für dessen Profimannschaft er in der Saison 2005/06 sein Debüt in der russischen Superliga gab, wobei er in zwei Spielen punktlos blieb und zwei Strafminuten erhielt. Den Großteil der Spielzeit verbrachte er allerdings mit der zweiten Mannschaft von Neftechimik in der drittklassigen Perwaja Liga. In der folgenden Spielzeit setzte er sich als Stammspieler bei Neftechimik durch und bereitete in der Superliga in insgesamt 54 Spielen zwei Tore vor.
Während seiner Zeit bei Neftechimik Nischnekamsk wurde Walentenko im NHL Entry Draft 2006 in der fünften Runde als insgesamt 139. Spieler von den Canadiens de Montréal ausgewählt. Für deren Farmteam lief er während der Saison 2007/08 in der American Hockey League auf. Dort begann er auch die folgende Spielzeit, woraufhin er im Laufe des Jahres in seine russische Heimat zurückkehrte. Dort unterschrieb er einen Vertrag beim HK Dynamo Moskau, für den er in den folgenden eineinhalb Jahren in der Kontinentalen Hockey-Liga jedoch nur zu insgesamt 16 Einsätzen kam. Von 2010 bis 2012 spielte er erneut in der American Hockey League, diesmal jedoch für Connecticut Whale.
Zur Saison 2012/13 wurde Walentenko vom HK Awangard Omsk verpflichtet, bei dem er auf Anhieb Stammspieler in der KHL wurde. Im August 2013 verließ er Omsk wieder, nachdem ihn der Klub gegen Dmitri Worobjow von Torpedo Nischni Nowgorod eingetauscht hatte.
Im Dezember 2014 wurde er zusammen mit Georgi Gelaschwili gegen Michail Birjukow und Alexei Pepeljajew vom HK Jugra Chanty-Mansijsk eingetauscht. Im September 2015 kehrte er im Tausch gegen Wladimir Perwuschin zu Awangard Omsk zurück.
Seit Mai 2016 steht Walentenko wieder beim HK Jugra Chanty-Mansijsk unter Vertrag.

### International
Für Russland nahm Walentenko an der U20-Junioren-Weltmeisterschaft 2007 teil, bei der er mit seiner Mannschaft die Silbermedaille gewann.

## Erfolge und Auszeichnungen
- 2007 Silbermedaille bei der U20-Junioren-Weltmeisterschaft

## KHL-Statistik
(Stand: Ende der Saison 2011/12)